# 巴里·霍金斯
巴里·霍金斯（英語：Barry Hawkins，1979年4月23日—）為出身於英國肯特郡迪頓的職業司諾克選手，於1996年從業餘轉為職業身份；直到2004-2005司諾克球季才開始有突出表現，其中他分別在2004年英國錦標賽進入第三輪比賽、2004年司諾克英國公開賽進入半準決賽以及2005年威爾斯公開賽進入準決賽。之後整整持續8個球季結束都維持在排名前32名內，不過一直到2012年澳洲金礦公開賽才首次進入排名賽決賽並且奪得冠軍。
2006年時，霍金斯首次前往克魯西布劇院參與廣泛獲得電視轉播的2006年司諾克世界錦標賽，不過第一次上場比賽便於第一輪遭到刷下。過了5年後他在2011年以及2012年取得第二輪的成績。而在參與2013年司諾克世界錦標賽時則陸陸續續擊敗了世界排名第一位的馬克·塞爾比以及中國排名最高的選手丁俊暉而進入決賽，最後儘管以12比18的比分輸給衛冕冠軍羅尼·奧沙利文，但是媒體仍對於其長期在司諾克競賽中的參與以及高品質的球技給予讚賞。而後他在2014、2015、2017及2018年的世錦賽皆晉級準決賽。他自2006年連續在世錦賽正賽登場，直至2023年，他在資格賽中失利。

## 早年
在成為職業的斯諾克選手之前，巴里·霍金斯僅是一家公司的小職員。而在參與2005年舉辦的威爾斯公開賽中由於打進半準決賽，使得他一度在2004年至2005年球季中排名前32名。2005年至2006年司諾克球季中，他在司諾克世界公開賽中打入半準決賽；並且在隔年的威爾斯公開賽中打敗丁俊暉，這讓他獲得能夠挑戰司諾克世界錦標賽的資格。最後在2006年至2007年球季開始時，他的排名保持在前16名的水準。
然而在首次參加於雪菲爾克魯西布劇院舉辦的司諾克世界錦標賽後，霍金斯在第一輪比賽中遭遇前任世界冠軍肯·達赫蒂，並且以10比1的成績敗退。之後在接受英國廣播公司的採訪時表示：「我完全不能動，我不知道為甚麼......就這樣我毀了一個這麼好的球季。」
在2006年至2007年司諾克球季中，於世界錦標賽失敗的的霍金斯仍陸續參與了各式比賽，例如在非排名制度的司諾克愛爾蘭大師賽中成功進入決賽。而在先前參加司諾克中國公開賽便於第一輪比賽退下後，巴里·霍金斯在2007年司諾克中國公開賽中擊敗丁俊暉等人進入準決賽，但最後仍以6比5的成績敗給傑米·柯普。不過在世界錦標賽第一輪中則敗給了弗加爾·奧布賴恩，並且也是使得排名從第16名退到前32名之外。到了2007年至2008年司諾克球季時，霍金斯擊敗庫爾特·馬夫林贏得2008年司諾克大師賽的外圍賽。之後則陸陸續續擊敗排名前32位的奈傑爾·邦德與詹米·柯普而贏得其他5場比賽，而之後於2007年司諾克大獎賽、2007年英國錦標賽和2008年司諾克中國公開賽則分別在十六強賽時敗陣。

## 發展
到了2008年至2009年司諾克球季中，他在2008年北愛爾蘭杯中分別以5比3擊敗吉米·懷特、以5比2擊敗傅家俊和以5比3擊敗瑞恩·戴，之後遭遇羅尼·奧沙利文時雖然一度從4比1拉回4比4，但最後仍然以5比4落敗。然而之後由於陸陸續續贏得4項排名賽的首賽，使得其排名往前晉升至世界排名第16名附近。儘管由於資格的不足使得其不能夠參加威爾斯公開賽與司諾克中國公開賽，但是在以10比9擊敗丹尼尔·威尔斯後則獲得2009年司諾克世界錦標賽。不過在這次錦標賽中在第一輪時便敗退下來，最後排名則返回前16名之列。
儘管在2006年至2009年期間霍金斯在世界排名上並沒有極為突出的成績，但是自2010年開始則開始有較為卓越的表現。首先在2010年世界公開賽中以3比2擊敗世界排名第一的馬克·塞爾比，接著以3比1贏過前任世界冠軍肯·達赫蒂，之後才在十六強賽中以3比2輸給馬克·威廉士。之後他在2011年司諾克世界錦標賽第一輪比賽中遭遇史蒂芬·馬奎爾，儘管原本領先的霍金斯曾一度被拉至平手，但最後仍以10比9而贏得比賽。不過在之後第二輪比賽中，霍金斯則以13比12的成績遭到世界排名第11名的馬克·艾倫所擊敗。
而在參加2011-2012司諾克球員巡迴賽第3站與2011-2012司諾克球員巡迴賽第5站後，霍金斯獲得了在2011年至2012年司諾克球季舉辦的2011-2012司諾克球員巡迴賽總決賽，同時也獲得了只頒佈給24人的第22屆功績勳章。不過在總決賽中，他在第一輪以3比4的成績輸給傑克·利索夫斯基。之後在參與非排名賽制度、採每一輪比賽共計10分鐘的世界司諾克單局限時賽時，霍金斯在決賽中擊敗了格雷米·多特並且獲得32,000英鎊的支票，這也是當時其職業生涯中所拿過最高額的獎金。
而在該賽季最後一場同時也是最大一場的2012年司諾克世界錦標賽時則讓自己於排名賽的提名往上攀升，首先他擊敗了戴維·莫里斯贏得資格賽，之後亦以10比3的打敗了因為頭部受傷而宣布只參與一個禮拜賽事、世界排名第一位的馬克·塞爾比。不過在第二輪比賽時儘管一開始一度以8比6的成績而可能獲勝，但是對手馬修·史蒂文斯在後半段比賽反擊並且以13比11獲勝。最後在此次司諾克世界錦標賽結束時，霍金斯其年度排名達到第22名。

## 近來
2012年至2013年司諾克球季時，在2012年司諾克無錫精英賽第一輪比賽中霍金斯以2比5輸給馬克·塞爾比。不過之後在於本迪戈舉辦的2012年澳洲哥德菲爾德司諾克公開賽中則陸續以5比1擊敗肖國棟、以5比2擊敗馬修·史蒂文斯、以5比3擊敗马修·塞尔特和以6比2擊敗馬克·戴維斯，這也是他16年職業生涯中首次進入排名賽的決賽中。在決賽中他對上彼得·艾伯頓很快便以5比3領先，之後在當天晚間成功以9比3的成績贏得冠軍，這也使得其世界排名上升至第20名。

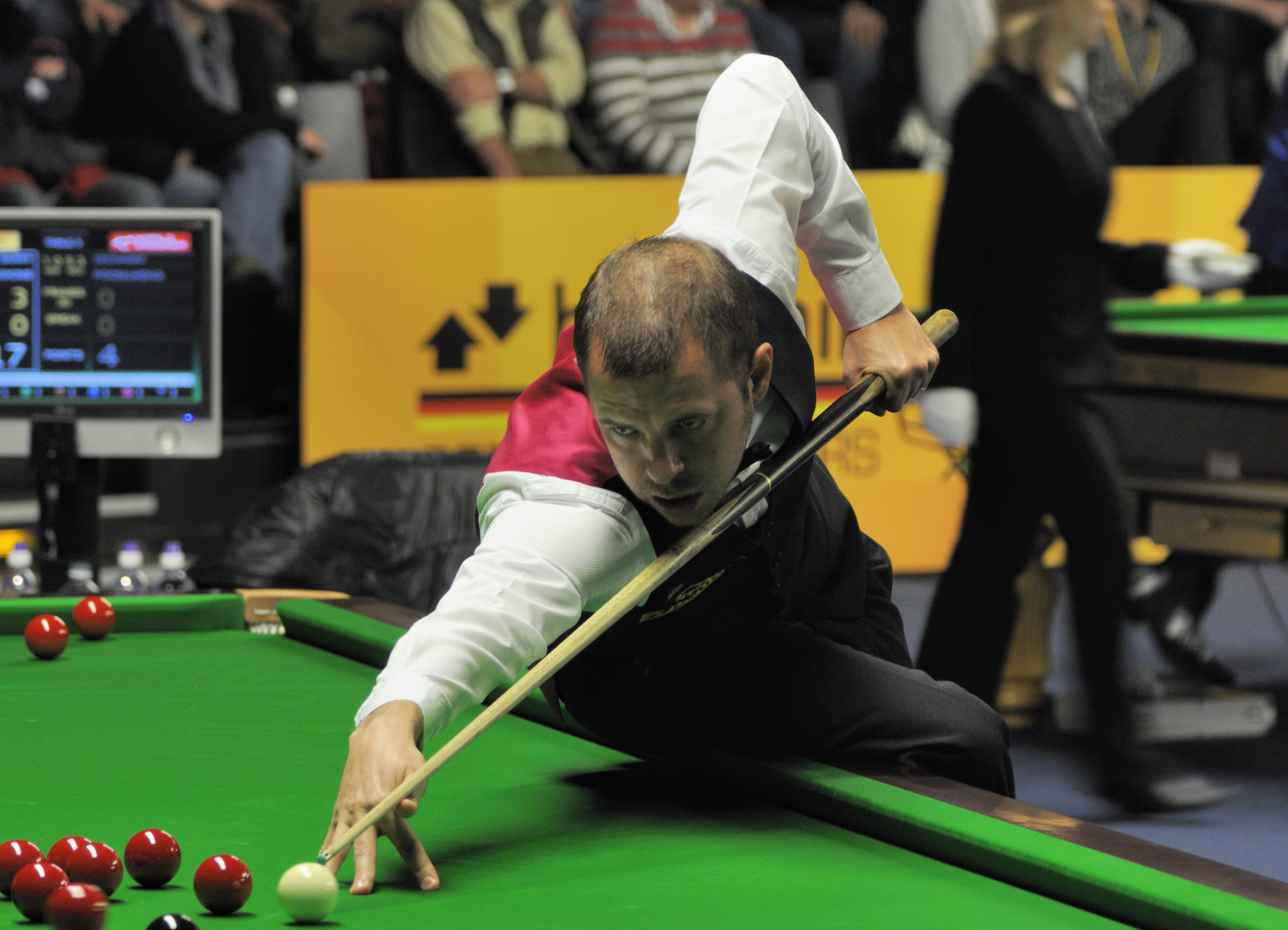
巴里·霍金斯參與在柏林舉辦的2013年司諾克德國大師賽，攝於2013年1月30日。

儘管在2012年司諾克上海大師賽和2012年司諾克國際錦標賽中霍金斯都於第一輪便遭到淘汰，但是其排名名詞仍然攀升進入前16名，這也使得他自2007年以後首次參與司諾克大師賽的正選賽，然而在司諾克大師賽他在第一輪最後以5比6輸給特魯姆普。另外在2012年英國錦標賽中儘管他以6比4的成績擊敗梁文博，但是在第二輪比賽中則以6比2輸給尼爾·羅伯遜。不過在2013年司諾克德國大師賽他則分別以5比2贏過德差瓦·普京、以5比1贏過馬克·艾倫和以5比1贏過馬克·塞爾比而進入半決賽，但是之後於長時間的比賽中以4比6輸給了傅家俊。而之後所進行2013年司諾克世界公開賽、2013年司諾克中國公開賽和2013年威爾斯公開賽中，巴里·霍金斯都僅僅於第二輪比賽中遭到淘汰。此外他也參加了2012-2013司諾克球員巡迴賽第3站的8場非排名賽賽事，而最好的成績為在歐洲巡迴賽第1站的半決賽中才被喬·斯威爾擊敗。加上還有另外兩次成功打入進第三輪比賽的成績並且擁有得到功績勳章的資格，使得霍金斯能夠參加2012-2013司諾克球員巡迴賽總決賽，不過在總決賽第二輪中以1比4敗給了羅伯遜。
在2013年司諾克世界錦標賽中，巴里·霍金斯首先在第一輪比賽中持續給對手傑克·利索夫斯基壓力並以10比3贏得勝利。第二輪比賽中儘管一度以7比9落後給馬克·塞爾比，但比賽後半段仍然成功拉回局勢並且13比10獲得勝利，之後他形容這是其職業生涯中最好的一場勝績。之後在第三輪比賽中，首次於司諾克世界錦標賽第三輪比賽的霍金斯以13比7擊敗丁俊暉並進入半準決賽。儘管在與域奇·禾頓對決時一度以8比12落後，但他仍找回自己的手感而最終以17比14贏得勝利。對於進入決賽並且於上屆冠軍羅尼·奧沙利文交手，霍金斯表示自己已經沒有甚麼可以失去的。儘管在比賽中霍金斯成功打出自己於克魯西布劇院比賽的最佳成績，最後仍然由奧沙利文以18對上12的比分衛冕冠軍。這次比賽過後他獲得125,000英鎊的獎金，而這遠比之前比賽所獲得的前三名獎金之總額還要來得高。而在獲得一次排名賽的冠軍以及世界錦標賽的亞軍後，霍金斯開始被視為一名穩定的職業選手並且其收入開始漸趨好轉。

## 家庭
霍金斯在2001年開始與塔拉（Tara）交往，兩人在2012年9月時正式結婚。不過在2009年1月時，他們倆便擁有了孩子並且將其命名為哈里森（Harrison）。

## 生涯決賽

### 排名賽：11次（4項冠軍）
| 圖例             |
| ---------------- |
| 世界錦標賽 (0–1) |
| 英國錦標賽 (0–1) |
| 其它賽事 (4–5)   |

| 結果 | 次 | 年度 | 賽事                 | 決賽對手      | 比數  |
| ---- | -- | ---- | -------------------- | ------------- | ----- |
| 冠軍 | 1. | 2012 | 澳洲金礦公開賽       | 彼得·艾伯頓   | 9–3   |
| 亞軍 | 1. | 2013 | 世界錦標賽           | 羅尼·奧沙利文 | 12–18 |
| 冠軍 | 2. | 2014 | 球員巡迴錦標賽總決賽 | 傑拉德·格林   | 4–0   |
| 亞軍 | 2. | 2016 | 北愛爾蘭公開賽       | 馬克·金恩     | 8–9   |
| 冠軍 | 3. | 2017 | 世界大獎賽           | 瑞恩·戴       | 10–7  |
| 亞軍 | 3. | 2018 | 威爾斯公開賽         | 約翰·希金斯   | 7–9   |
| 亞軍 | 4. | 2018 | 中國公開賽           | 馬克·塞爾比   | 3–11  |
| 亞軍 | 5. | 2022 | 球員錦標賽           | 尼爾·羅伯森   | 5–10  |
| 亞軍 | 6. | 2022 | 歐洲大師賽           | 奇倫·威爾森   | 3–9   |
| 冠軍 | 4. | 2023 | 歐洲大師賽           | 賈德·川普     | 9–6   |
| 亞軍 | 7. | 2024 | 英國錦標賽           | 賈德·川普     | 8–10  |

### 小排名賽：1次（1項冠軍）
| 結果 | 次 | 年度 | 賽事       | 決賽對手  | 比數 |
| ---- | -- | ---- | ---------- | --------- | ---- |
| 冠軍 | 1. | 2015 | 里加公開賽 | 湯姆·福特 | 4–1  |

## 外部連結
- （英文） BARRY HAWKINS
- （英文） Barry Hawkins （页面存档备份，存于）
- （英文） Barry Hawkins - Season 2012/2013[永久]
- （英文） Snooker Player Profile for Barry Hawkins
- （英文） Barry Hawkins （页面存档备份，存于）